# دانشکده ملی هنرهای دراماتیک
دانشکده ملی هنرهای دراماتیک یا هنرکده ملی هنرهای دراماتیک (به فرانسوی: Le Conservatoire national supérieur d'art dramatique) که به صورت اختصاری س.ان.اس.آ.د (CNSAD) خوانده می‌شود؛ یک مرکز آموزشی عمومی تحت نظارت وزارت فرهنگ فرانسه است که در پاریس نهم خیابان کنسرواتوار واقع شده است. مدیریت این مرکز در حال حاضر به عهده  کلر لانس دارسل است.